# Audi R15 TDI
Der Audi R15 TDI ist ein Rennwagen der Audi AG, Ingolstadt. Er löste zu Beginn der Motorsportsaison 2009 den Audi R10 TDI ab. Nachfolger wurde zur Saison 2011 der Audi R18.

## Fahrzeug

### 2008/2009
Bereits Ende 2007 war Audi Motorsport klar, dass der R10 nur noch begrenzte Möglichkeiten zur Weiterentwicklung und Steigerung der Rennleistung hatte. Daraufhin wurde im Herbst 2007 beschlossen, ein völlig neues Fahrzeug zu entwickeln. Besonderer Wert wurde auf die Aerodynamik gelegt. Die hohe Nase ermöglicht eine bessere Durchströmung des Fahrzeugs mit Luft. Dadurch entsteht weniger Luftwiderstand und mehr Anpressdruck als beim Vorgänger.
Beim 24-Stunden-Rennen von Le Mans 2008 bestätigte sich die Entscheidung für das neue Projekt, da die Audi-Fahrzeuge ihren Sieg über die Peugeot 908 HDi FAP durch Zuverlässigkeit und nicht durch überlegene Fahreigenschaften errungen hatten.
Der neue 90°-V10-TDI-Motor mit 5500 cm³ Hubraum ist leichter und sparsamer als sein 12-Zylinder-Vorgänger. Er hat ein maximales Drehmoment von 1050 Nm und eine maximale effektive Leistung von ca. 445 kW (605 PS).

### 2010/Audi R15 Plus

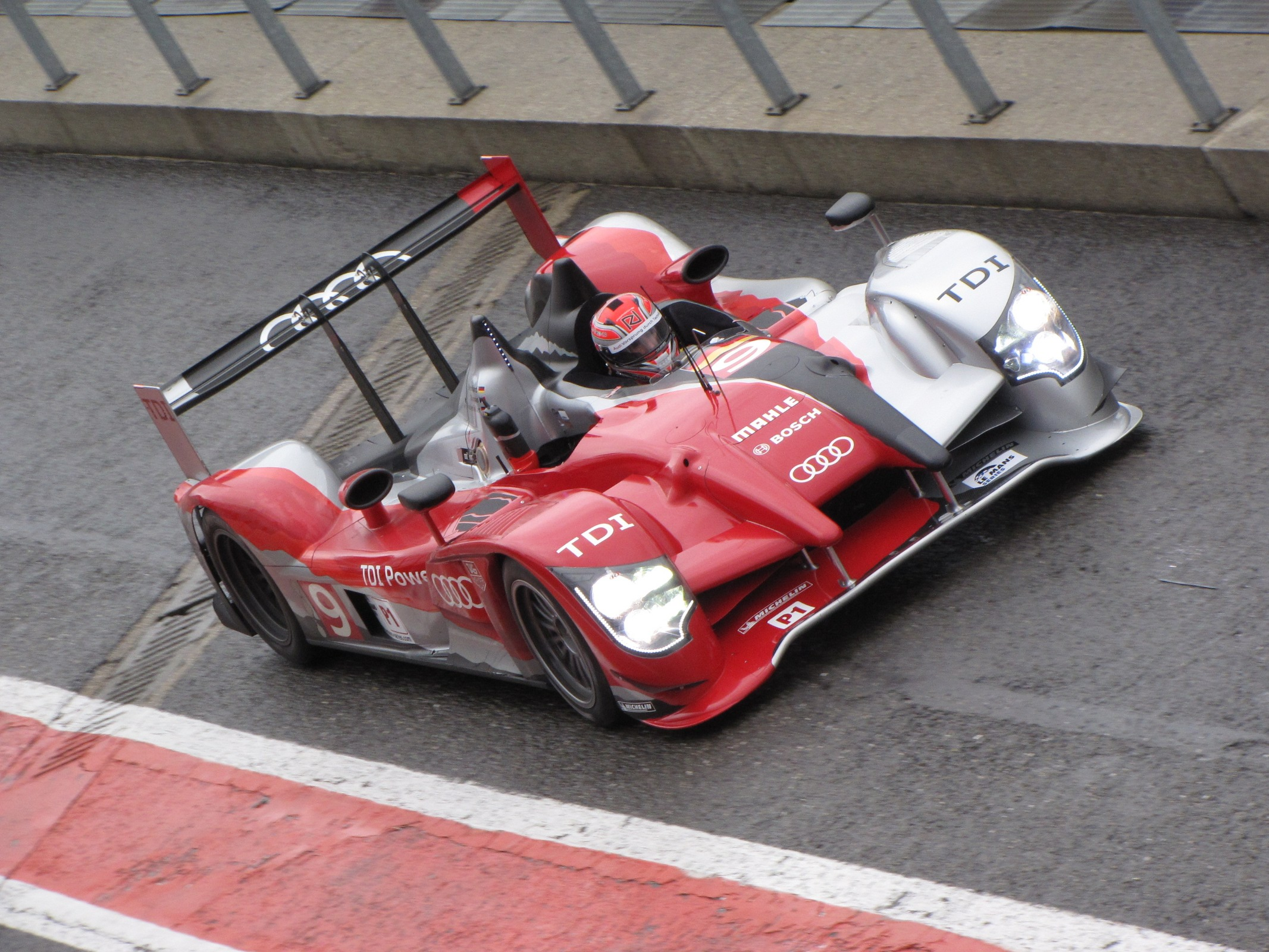
Der R15 TDI Plus beim 1000-km-Rennen von Spa-Francorchamps 2010

Zur Rennsaison 2010 traten die Audi R15 TDI mit einer überarbeiteten Form an. Die neue Karosserie zeichnet sich durch eine geänderte Nase (Lufteinlässe/Scheinwerfer) und eine geänderte Luftführung an der Seitenverkleidung aus. Die drei Wagen führen das interne Kürzel „R15 Plus“ und die neuen Chassisnummern 202 bis 204. Die 2009er R15 hatten Chassisnummern der Serie 1xx. Nach dem Roll-out Anfang März auf der Audi-Teststrecke in Neustadt an der Donau wurde ein Prototyp zu Testfahrten nach Homestead (Florida) geflogen, um dort Aerodynamikversuche durchzuführen. Anschließend folgte ein Dauertest auf dem Sebring International Raceway in Sebring (Florida), bei dem 5500 Kilometer ohne technische Probleme gefahren wurden. Nach diesen Tests war das Rennen in Le Castellet die erste ernsthafte Probe für das Fahrzeug in der Rennsaison 2010.

## Technische Daten
| Audi R 15 TDI | Audi R 15 TDI |
| ------------- | --- |
| Fahrzeugtyp   | Le Mans Prototyp (LMP1) |
| Motorbauart   | V10-Dieselmotor mit Turboaufladung |
| Hubraum       | 5500 cm³ |
| Leistung      | ca. 445 kW (605 PS) |
| Drehmoment    | 1050 Nm |
| Vmax          | über 330 km/h |
| Antriebsart   | Hinterradantrieb |
| Kupplung      | CFK-Kupplung |
| Getriebe      | Sequenzielles, pneumatisch betätigtes 5-Gang-Sportgetriebe                                                                              |
| Bremsen       | Hydraulische Zweikreisbremsanlage, vorne und hinten innenbelüftete Bremsscheiben aus mit Kohlenstofffasern verstärktem Verbundwerkstoff |
| Länge         | 4650 mm |
| Breite        | 2000 mm |
| Höhe          | 1030 mm |
| Tankinhalt    | 81 Liter |
| Gewicht       | min. 900 kg |

## Rennen

### Rennsaison 2009

#### Sebring 2009
Der erste Einsatz zweier Audi R 15 fand am 21. März 2009 beim 12-Stunden-Rennen von Sebring statt. Die Fahrer Rinaldo Capello, Tom Kristensen und Allan McNish gewannen mit neuem Rundenrekord.

#### Le Mans 2009
Beim 24-Stunden-Rennen von Le Mans am 13. und 14. Juni 2009 mussten sich die Audi den konkurrierenden, und ebenfalls mit Dieselmotor ausgestatteten Peugeot 908 HDi FAP geschlagen geben, die die ersten beiden Plätze belegten. Sieger war der Peugeot 908 HDi FAP mit der Startnummer 9 (David Brabham, Marc Gené und Alexander Wurz).
Da 2009 der zweite Testtag gestrichen wurde und somit nur ein (verregneter) Testtag zur Verfügung stand, führten die beiden folgenden sonnigen Renntage bei 28 Grad zu Problemen mit der Abstimmung des R15. Nach Aussage von Audi bewirkten die hohen Temperaturen während des ersten Renndrittels starkes Untersteuern aller drei Fahrzeuge, das erst durch die Montage neuer Frontflügel behoben werden konnte. Außerdem führten die hohen Tagestemperaturen am Samstag und Sonntag zu verstärktem Reifenabrieb auf der Rennstrecke. Diese Schmutzteile setzten sich in den Kühleinlässen fest, so dass die Temperatur speziell im Laderbereich der Turbos stark anstieg. Daher mussten die Kühleinlässe bei Tankstopps regelmäßig mit Druckluft gereinigt werden, wodurch unplanmäßig viel Zeit verloren ging.
Der Audi mit der Startnummer 2 schied nach einem Fahrfehler von Lucas Luhr aus, der in der Ersten der Porsche-Kurven über die Curbs fuhr, sich von der Strecke drehte und rückwärts in die Reifenstapel einschlug. Der Audi mit der Startnummer 3 wurde durch einen zweistündigen Wechsel der Hochdruck-Einspritzpumpe weit zurückgeworfen und beendete das Rennen auf dem 17. Platz. Somit verblieb nur der Audi Nr. 1 mit Rinaldo Capello, Tom Kristensen und Allan McNish im Spitzenfeld. Ein gebrochener Stoßdämpfer an der rechten Hinterachse, kurz vor Rennende, ließ den am Ende viertplatzierten Lola-Aston Martin LMP1 aufschließen, der jedoch den Podiumsplatz für den letzten aussichtsreich am Rennen teilnehmenden Audi nicht mehr gefährden konnte.

### Rennsaison 2010

#### Le Castellet 2010
Nachdem in Sebring 2010 kein Audi an den Start gegangen war, war das neue 8-Stunden-Rennen in Le Castellet auf dem Circuit Paul Ricard der erste ernsthafte Renntest für die neuen Audi R15 (Plus) der Rennsaison 2010. Der von Allan McNish und Rinaldo Capello gefahrene R15 konnte das Rennen gewinnen, vor dem Lola-Aston Martin LMP1 – pilotiert von Stefan Mücke, Harold Primat und Adrián Fernández – auf dem zweiten Platz und dem Rebellion Racing Lola von Jean-Christophe Boullion, Guy Smith und Andrea Belicchi auf dem dritten Platz.

#### Spa Francorchamps 2010
In einem von Chaos überschatteten Rennen (u. a. 40 Minuten kompletter Stromausfall, innerhalb dessen auch die Notstromaggregate leerliefen), das wegen häufiger Regenschauer von zahlreichen Reifenwechseln, Unfällen und Safetycar-Phasen geprägt war, musste sich die Audi-Truppe mit ihren neuen R15+ mit den Plätzen 3, 5 und 12 zufriedengeben. Da die Audis schon im Le-Mans-Trimm fuhren (als Testlauf für das 24-Stunden-Rennen, daher nur sehr flache Flügelstellung, d. h. wenig Abtrieb), konnten sie den Peugeots nur in den trockenen Rennphasen Paroli bieten und mussten diese, die auch in der Reifenwahl mehr Glück hatten, am Schluss ziehen lassen.

#### Le Mans 2010
Bei trockenem Wetter am 12./13. Juni 2010 belegte das Audi-Werksteam mit drei R15plus die ersten drei Plätze beim 24-Stunden-Rennen von Le Mans, während Hauptkonkurrent Peugeot mit allen Fahrzeugen ausfiel. Den Sieg feierten Mike Rockenfeller, Timo Bernhard und Romain Dumas, den zweiten Platz belegten Marcel Fässler, André Lotterer und Benoît Tréluyer. Platz 3 erreichten Rinaldo Capello, Allan McNish und Rekordgewinner Tom Kristensen.

## Galerie

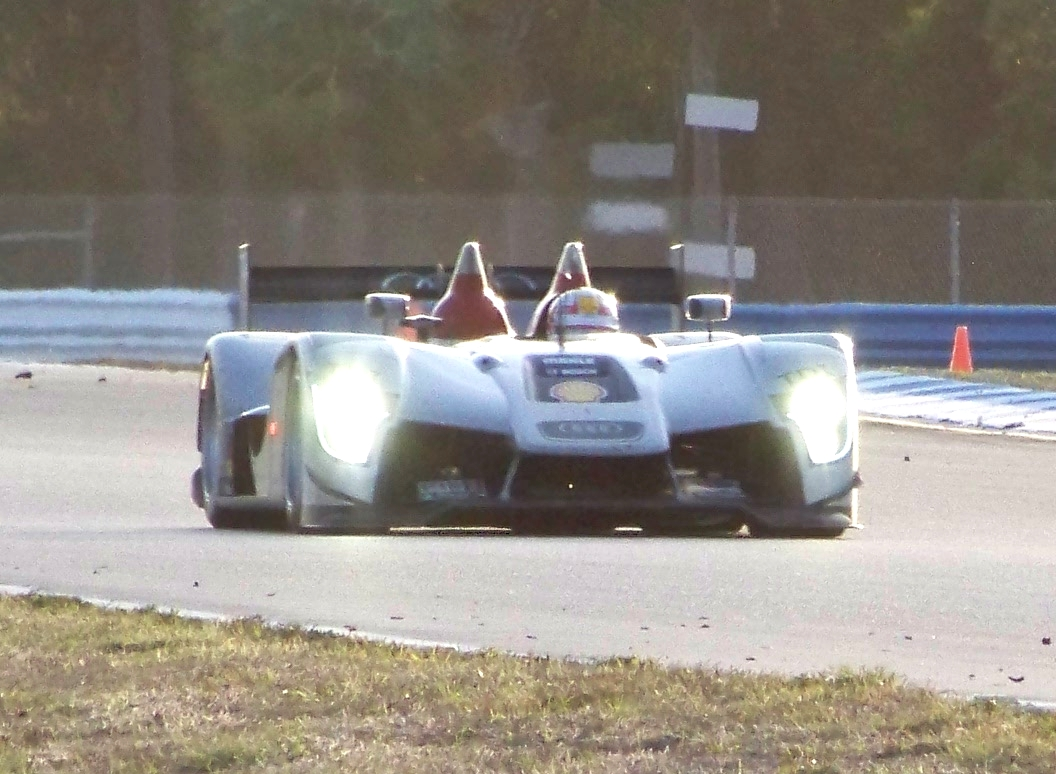
Audi R15, gefahren von Tom Kristensen während der 12-Stunden-Rennen von Sebring 2009.
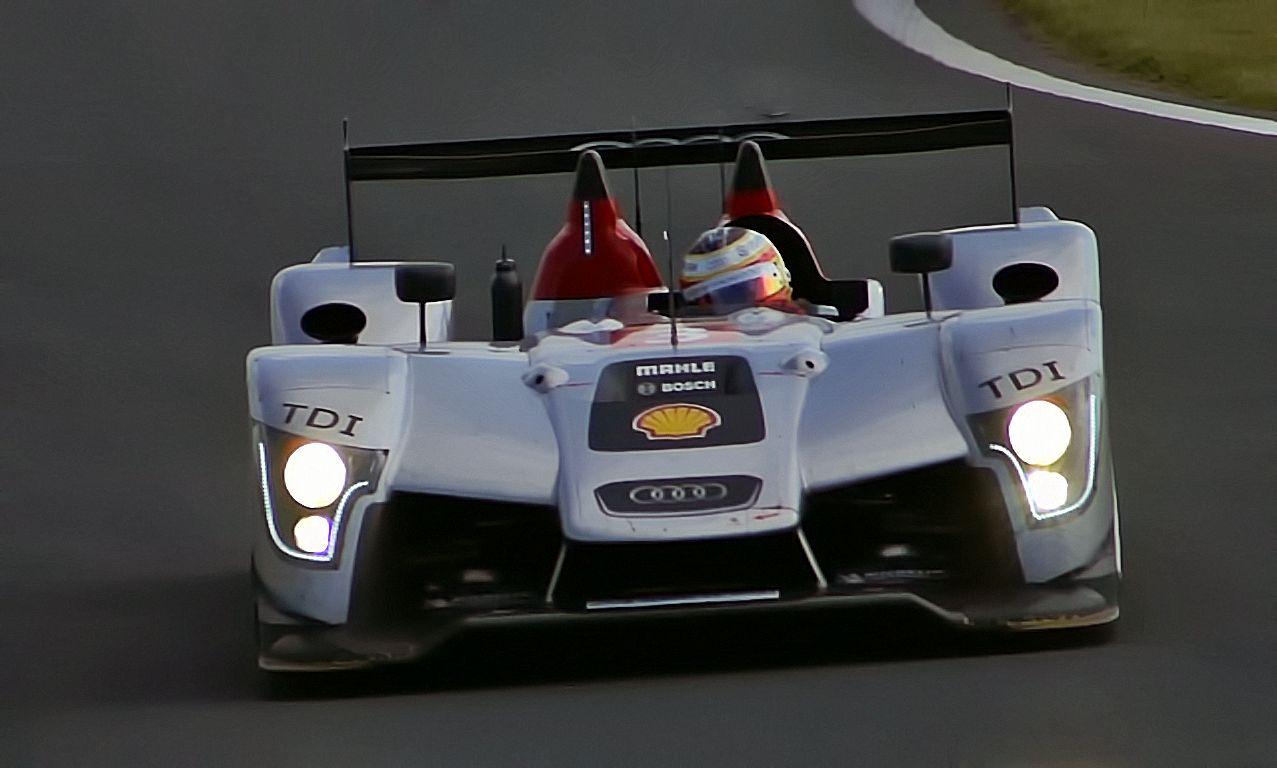
Audi R15, gefahren von  Timo Bernhard während der 24-Stunden-Rennen von Le Mans 2009.
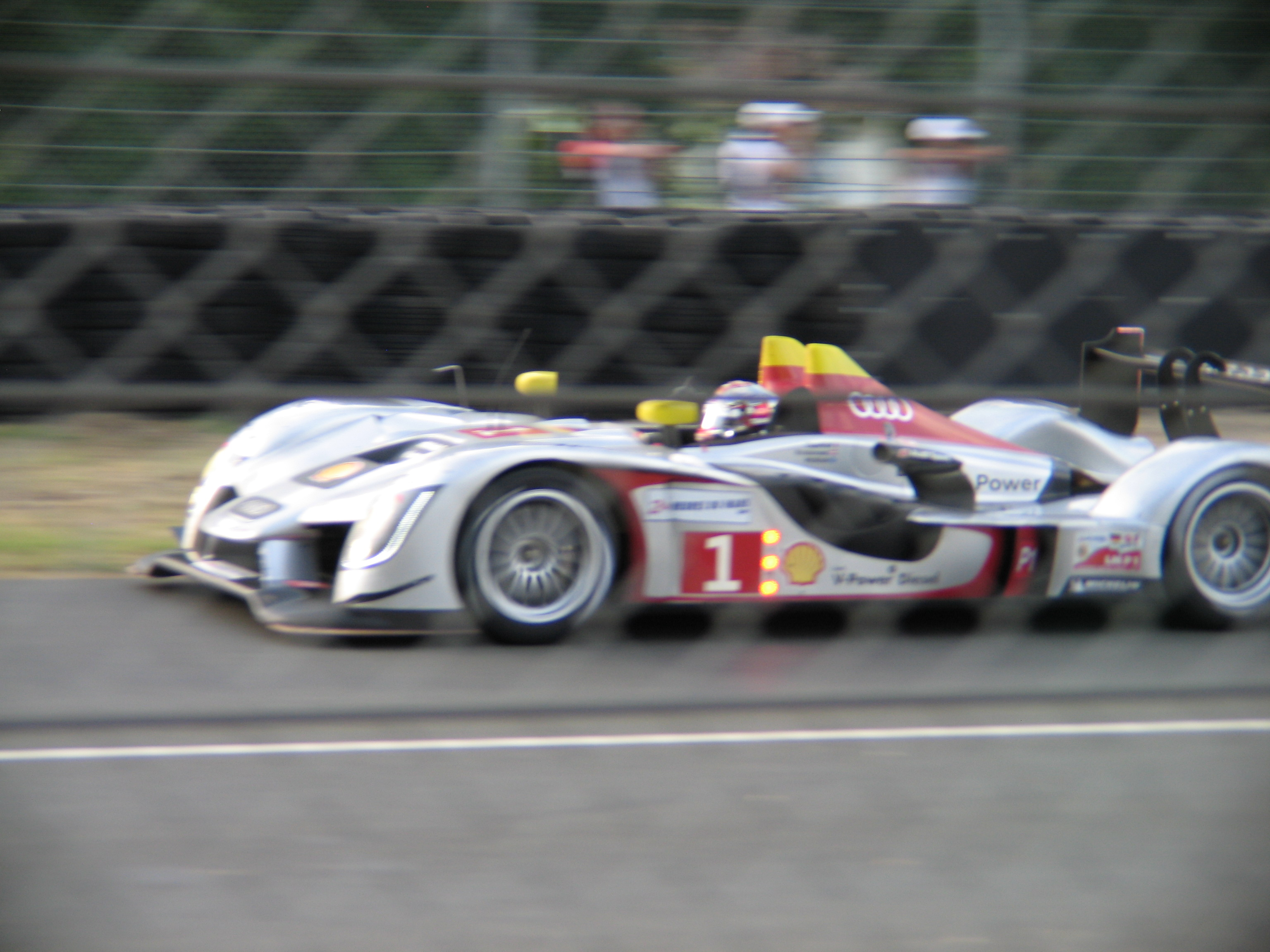
Audi R15, gefahren von  Rinaldo Capello während der 24-Stunden-Rennen von Le Mans 2009.